# Glänzendgelber Dotter-Täubling
Der Glänzendgelbe Dotter-Täubling (Russula acetolens, Syn.: Russula lutea, Russula vitellina) ist ein Pilz aus der Familie der Täublingsverwandten. Es ist ein recht kleiner, zerbrechlicher Täubling mit einem gelb gefärbten, glänzenden Hut und safrangelben Lamellen. Alte Exemplare riechen typischerweise nach Essig. Der Täubling schmeckt mild und kommt normalerweise in Laubwäldern vor. Andere Namen für diesen Täubling sind Gelber Haseltäubling oder Gelber Apotheken-Täubling.

## Merkmale

### Makroskopische Merkmale

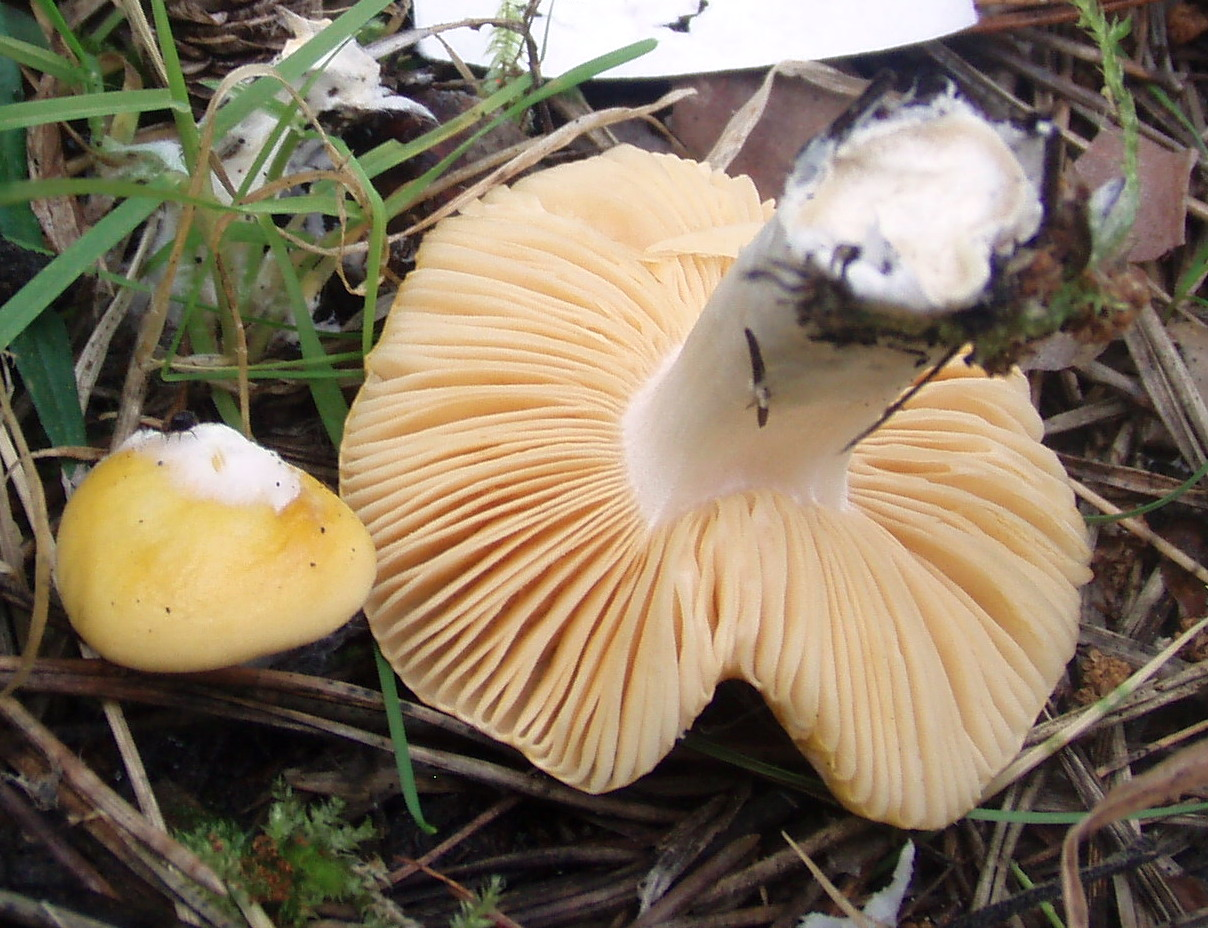
Die Lamellen sind bei Reife safrangelb gefärbt.

Der Hut ist 2–5 cm breit und im Verhältnis zur Größe recht fleischig. Er ist schnell ausgebreitet oder niedergedrückt, mit abgeflachter Mitte.  Der Rand ist im Alter leicht höckerig-gerieft. Der Hut ist gelb, entweder hell zitronengelb (citrinfarben) oder seltener eigelb oder aprikosenfarben. Ältere Exemplare können verblassen. Im Gegensatz zu anderen Chamaeleontinen ist der Hut niemals rot gefärbt und weist auch keine rötlichen Farbtöne auf. Die fast völlig abziehbare Huthaut ist auch bei Trockenheit glänzend, bei feuchter Witterung ist sie oft etwas schmierig.
Die weit auseinanderstehenden und recht dicken Lamellen sind am Stiel schmal angewachsen. Sie sind mehr oder weniger safrangelb und haben oft einen ockerorangefarbenen Reflex. Die Schneiden der Lamellen sind oft heller gefärbt. Auch das Sporenpulver hat eine intensiv gelbe Farbe (IVd nach Romagnesi).
Der schlanke, zarte Stiel ist 2–3 (–6) cm lang und 0,3–1 cm breit. Er wird innen bald markig und ist leicht zusammendrückbar. Im Alter ist er meist hohl und etwas runzelig. Er ist weiß, nur selten leicht rosa überhaucht und manchmal schmutzig gelblich. Im Alter kann er auch leicht gräulich sein.
Das weiße Fleisch ist weich, sehr zerbrechlich und schmeckt mild. Der junge Pilz ist fast geruchlos. Erst reife oder überständige Exemplare riechen deutlich nach Essig, Essiggurken oder Senf. Das Fleisch reagiert mit Eisensulfat nur langsam und verfärbt sich dabei blass rosa. Auch die Guajakreaktion ist langsam und schwach.

### Mikroskopische Merkmale
Die Sporen sind 7–9 (–9,5) µm lang und 6–7,5 µm breit und haben ziemlich isolierte, stachlige Warzen. Die Zystiden sind kaum auffallend, sie sind mehr oder weniger appendikuliert und reagieren nur schwach mit Sulfobenzaldehyd. Die Hyphen-Endzellen sind keulenförmig oder kopfig, 4–7 µm breit und gegliedert. Die Primordialhyphen sind 5–7 µm breit. Sie sind oft komplett inkrustiert. Auch die Milchröhren lassen sich mit Sulfo-Benzaldehyd anfärben.

## Artabgrenzung
Der Glänzendgelbe Dotter-Täubling unterscheidet sich vom Wechselfarbigen- oder von den anderen Dotter-Täublingen durch seinen im Alter oder bei Trockenheit unangenehmen Essiggeruch (wie Gurken in Essiglake).
Er erinnert auch ein wenig an den Sonnen-Täubling, der ebenfalls nach Essig oder Senf riecht, aber deutlich scharf schmeckt.

## Ökologie und Verbreitung

Europäische Länder mit Fundnachweisen des Glänzendgelben Dotter-Täublings.
Legende:
Länder mit Fundmeldungen
Länder ohne Nachweise
keine Daten
außereuropäische Länder

Der Glänzendgelbe Dotter-Täubling ist wie alle Täublinge ein Mykorrhizapilz, der vor allem mit verschiedenen Laubbäumen eine symbiotische Partnerschaft ausbilden kann. In seltenen Fällen können wohl auch Nadelbäume als Wirte dienen.
Man kann den Täubling in Eichen-Hainbuchen- und Rotbuchen-Wäldern finden. Der Täubling hat eine Vorliebe für mehr oder weniger feuchte Böden.
Der seltene Täubling wurde in Österreich, Deutschland, Italien, Tschechien, Slowakei, Slowenien, Estland, Spanien und Großbritannien (einschließlich Nordirlands) und in Irland nachgewiesen.

## Systematik

### Infragenerische Systematik
Der Glänzendgelbe Dotter-Täubling wird von M. Bon in die Untersektion Chamaeleontinae gestellt, einer Untersektion der Sektion Lilaceae (Incrustatae). Die Subsektion enthält milde Täublinge mit gelbem Sporenpulver und meist feinsamtiger Huthaut. Unter dem Mikroskop lassen sich in der Huthaut inkrustierte Primordialhyphen und mehr oder weniger keulige oder kopfige Hyphen-Endzellen erkennen.

## Bedeutung
Der mild schmeckende Täubling wird von der französischen Gesellschaft für Mykologie als essbar eingestuft. Da die Art aber recht selten ist und die Fruchtkörper recht klein und sehr brechlich sind, spielt der Täubling als Speisepilz keine Rolle.